# Premio Centzontle
El Premio Cenzontle, también conocido como Premio a la Creación Literaria en Lenguas Originarias Cenzontle, es un premio literario de México. Se instituyó en 2015 a través del área de Asuntos Indígenas de la Coordinación de Vinculación Cultural Comunitaria y fue convocado inicialmente por la Secretaría de Cultura en el marco del Día Internacional de la Lengua Materna. 
Tiene por objetivo estimular la creación de literatura en lenguas mexicanas localizadas en la Ciudad de México, área que concentra 57 de las 68 lenguas habladas en la República Mexicana. Este es el primer concurso de literatura en lenguas indígenas realizado en la Ciudad de México, en el centro del país.
Los requisitos de participación son los de tener la nacionalidad mexicana, hablar una lengua originaria del centro de México y residir en la Ciudad de México. Los textos candidatos al premio deben ser inéditos y no haber sido premiados previamente en otros certámenes. Así como haber sido escritos en la lengua originaria del autor o autora y contar con una traducción al español. El estilo (poesía o prosa) y el tema son libres. Debe tener una extensión de veinte a sesenta cuartillas como mínimo y máximo respectivamente. 
El texto ganador es premiado con una suma de cincuenta mil pesos mexicanos y su posterior publicación, así como con un diploma de reconocimiento al autor o autora durante la Feria Internacional del Libro en el Zócalo en su edición correspondiente. En el caso de empate, el premio es dividido entre ambos ganadores.

## Lista de ganadores
| Año         | Autores                           |
| 2019 - 2020 | Víctor Manuel Vázquez Castillejos |
| 2017 - 2018 | Nadia López García                |
| 2015 - 2016 | Hubert Martínez Calleja           |